# Dino Baggio
Dino Baggio (24. červenec 1971 Camposampiero, Itálie) je bývalý italský fotbalový záložník. Po skončení fotbalové kariéry byl v letech 2011 až 2012 zaměstnán v Padově jako trenér mládeže.

## Klubová kariéra
V Turíně působil již od roku 1984, když hrál za mládež. První utkání za dospělé odehrál v sezoně 1989/90, když pomohl klubu k postupu do nejvyšší ligy. V roce 1991 jej koupil Juventus za 9,8 miliard lir, ale hned jej poslal na roční hostování do Interu. Po návratu se radoval z vítězství v poháru UEFA. U Bianconeri zůstal celkem dvě sezony a v roce 1994 byl prodán za 14 miliard lir do Parmy. V prvním roce vyhrál svůj druhý pohár UEFA, když ve finále porazil svůj bývalí klub Juventus. Další pohár získal v sezoně 1998/99. Také vyhrál v roce 1999 italský superpohár.
V říjnu 2000 jej koupil za 7,5 milionů Euro Lazio, se kterým v prvním roce obsadil 3. místo v lize. V roce 2003 byl zapůjčen do anglického klubu Blackburn a po půl roce Anconě. Celou sezonu
2004/05 v Laziu nehrál a po sezoně odešel do druholigové Triestiny, kde po třech utkání se rozhodl ukončit kariéru. V nejvyšší lize odehrál 333 utkání a vstřelil 25 branek.

## Přestupy
- z Turín do Juventus za 5 000 000 Euro
- z Juventus do Parma za 4 500 000 Euro
- z Parma do Lazio za 7 500 000 Euro

## Hráčská statistika
| Sezóna  | Klub      | Liga           | Liga   | Liga | Ligové poháry | Ligové poháry | Ligové poháry | Kontinentální poháry | Kontinentální poháry | Kontinentální poháry | Celkem | Celkem |
| Sezóna  | Klub      | Soutěž         | Zápasy | Góly | Soutěž        | Zápasy        | Góly          | Soutěž               | Zápasy               | Góly                 | Zápasy | Góly   |
| ------- | --------- | -------------- | ------ | ---- | ------------- | ------------- | ------------- | -------------------- | -------------------- | -------------------- | ------ | ------ |
| 1989/90 | Turín     | Serie B        | 3      | 0    | IP            | 0             | 0             | -                    | 0                    | 0                    | 34     | 3      |
| 1990/91 | Turín     | Serie A        | 25     | 2    | IP            | 6             | 0             | Stř.P                | 0                    | 0                    | 31     | 2      |
| 1991/92 | Inter     | Serie A        | 27     | 1    | IP            | 5             | 1             | UEFA                 | 2                    | 0                    | 34     | 2      |
| 1992/93 | Juventus  | Serie A        | 32     | 1    | IP            | 7             | 3             | UEFA                 | 9                    | 5                    | 48     | 9      |
| 1993/94 | Juventus  | Serie A        | 17     | 0    | IP            | 2             | 0             | UEFA                 | 6                    | 0                    | 25     | 0      |
| 1994/95 | Parma     | Serie A        | 31     | 6    | IP            | 7             | 1             | UEFA                 | 11                   | 5                    | 49     | 12     |
| 1995/96 | Parma     | Serie A        | 28     | 4    | IP+IS         | 1+1           | 0             | PVP                  | 4                    | 1                    | 34     | 5      |
| 1996/97 | Parma     | Serie A        | 31     | 2    | IP            | 1             | 0             | UEFA                 | 2                    | 0                    | 34     | 2      |
| 1997/98 | Parma     | Serie A        | 29     | 5    | IP            | 6             | 0             | LM                   | 8                    | 0                    | 43     | 5      |
| 1998/99 | Parma     | Serie A        | 29     | 2    | IP            | 5             | 0             | UEFA                 | 8                    | 0                    | 42     | 2      |
| 1999/00 | Parma     | Serie A        | 24+1   | 0    | IP+IS         | 0+1           | 0             | LM+UEFA              | 2+7                  | 0+1                  | 35     | 1      |
| 2000    | Parma     | Serie A        | 0      | 0    | IP            | 2             | 0             | UEFA                 | 1                    | 0                    | 3      | 0      |
| 2000/01 | Lazio     | Serie A        | 25     | 1    | IP            | 1             | 0             | LM                   | 0                    | 0                    | 26     | 1      |
| 2001/02 | Lazio     | Serie A        | 15     | 0    | IP            | 3             | 0             | LM                   | 3                    | 0                    | 21     | 0      |
| 2002/03 | Lazio     | Serie A        | 4      | 0    | IP            | 3             | 0             | UEFA                 | 8                    | 0                    | 15     | 0      |
| 2003/04 | Blackburn | Premier League | 9      | 1    | AP            | 1             | 0             | UEFA                 | 2                    | 0                    | 12     | 1      |
| 2004    | Ancona    | Serie A        | 13     | 0    | -             | 0             | 0             | -                    | 0                    | 0                    | 13     | 0      |
| 2004/05 | Lazio     | Serie A        | 0      | 0    | IP            | 0             | 0             | LM                   | 0                    | 0                    | 0      | 0      |
| 2005/06 | Triestina | Serie B        | 3      | 0    | IP            | 0             | 0             | -                    | 0                    | 0                    | 3      | 0      |
| Celkem  | Celkem    | Celkem         | 346    | 25   | -             | 52            | 5             | -                    | 73                   | 12                   | 471    | 42     |

## Reprezentační kariéra
Za reprezentaci odehrál 60 utkání a vstřelil 7 branek. První zápas odehrál ve 20 letech 21. prosince 1991 proti Kypru (2:0). Poté odcestoval na OH 1992, kde odehrál tři utkání. Reprezentoval i na MS 1994, kde odehrál všechna utkání a domů si odvezl stříbrnou medaili. Také se zúčastnil ME 1996, kde vypadl hned ve skupině. Nový trenér Cesare Maldini jej vzal na MS 1998, kde odehrál všechna utkání a došel do čtvrtfinále. Poté již nebyl často povoláván a poslední utkání odehrál 13. ledna 1999 proti Belgii (1:3).

### Statistika na velkých turnajích
| Reprezentace | Rok     | Zápasy             | Zápasy | Zápasy    | Zápasy           | Zápasy           | Zápasy            |
| Reprezentace | Rok     | Fáze turnaje       | Datum  | Soupeř    | Odehraných minut | Vstřelené branky | Výsledek          |
| ------------ | ------- | ------------------ | ------ | --------- | ---------------- | ---------------- | ----------------- |
| Itálie       | OH 1992 | 1 zápas ve skupině | 24. 7. | USA       | 90               | 0                | 2:1               |
| Itálie       | OH 1992 | 3 zápas ve skupině | 29. 7. | Kuvajt    | 90               | 0                | 1:0               |
| Itálie       | OH 1992 | Osmifinále         | 5. 7.  | Španělsko | 90               | 0                | 0:1               |
| Itálie       | MS 1994 | 1 zápas ve skupině | 18. 6. | Irsko     | 90               | 0                | 0:1               |
| Itálie       | MS 1994 | 2 zápas ve skupině | 23. 6. | Norsko    | 90               | 1                | 1:0               |
| Itálie       | MS 1994 | 3 zápas ve skupině | 28. 6. | Mexiko    | 65               | 0                | 1:1               |
| Itálie       | MS 1994 | Osmifinále         | 5. 7.  | Nigérie   | 74               | 0                | 2:1 v prodl.      |
| Itálie       | MS 1994 | Čtvrtfinále        | 9. 7.  | Španělsko | 90               | 1                | 2:1               |
| Itálie       | MS 1994 | Semifinále         | 13. 7. | Bulharsko | 56               | 0                | 2:1               |
| Itálie       | MS 1994 | Finále             | 17. 7. | Brazílie  | 95               | 0                | 0:0 (2:3) na pen. |
| Itálie       | ME 1996 | 2 zápas ve skupině | 14. 6. | Česko     | 39               | 0                | 1:2               |
| Itálie       | MS 1998 | 1 zápas ve skupině | 11. 6. | Chile     | 90               | 0                | 2:2               |
| Itálie       | MS 1998 | 2 zápas ve skupině | 17. 6. | Kamerun   | 90               | 0                | 3:0               |
| Itálie       | MS 1998 | 3 zápas ve skupině | 23. 6. | Rakousko  | 90               | 0                | 2:1               |
| Itálie       | MS 1998 | Osmifinále         | 27. 6. | Norsko    | 90               | 0                | 1:0               |
| Itálie       | MS 1998 | Čtvrtfinále        | 3. 7.  | Francie   | 52               | 0                | 0:0 (3:4) na pen. |

## Úspěchy

### Klubové
- 1× vítěz 2. italské ligy (1989/90)
- 1× vítěz italského poháru (1998/99)
- 1× vítěz italského superpoháru (1999)
- 3× vítěz poháru UEFA (1992/93, 1994/95, 1998/99)
- 1× vítěz středoevropského poháru (1991)

### Reprezentační
- 2× na MS (1994 – stříbro, 1998)
- 1× na ME (1996)
- 1× na OH (1992)
- 1× na ME U21 (1992 – zlato)